# دختر خندان
دختر خندان، یک نقاشی است که حدس زده می‌شد اثر یوهانس فرمیر باشد. این نقاشی در سال ۱۹۳۷ توسط اندرو دابلیو. ملون به نگارخانه ملی هنر در واشینگتن، دی.سی. اهدا شد. آرتور ویلوک، متخصص فرمیر، در سال ۱۹۹۵ پس از مطالعه‌ای که روی این اثر انجام داد ادعا کرد که نقاشی جعلی است و توسط تئو ون ویگنگاردن، هنرمند و جاعل هنری قرن بیستم و دوست هان فان میخه‌رن کشیده شده‌است.